# Niels Hansen Jacobsen

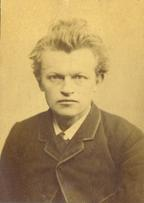
Niels Hansen Jacobsen

Niels Hansen Jacobsen (10 de septiembre de 1861 – 26 de noviembre de 1941) fue un escultor y ceramista danés. Es famoso por la creación de la polémica escultura Trold, der vejrer kristenblod. El nombre de la estatua está tomado de una historia del folclore nórdico en la que el héroe se esconde en el castillo del trol. A partir de entonces, cada vez que el trol entra en el castillo, grita: "¡Huelo la sangre de un hombre cristiano!" 

## Biografía

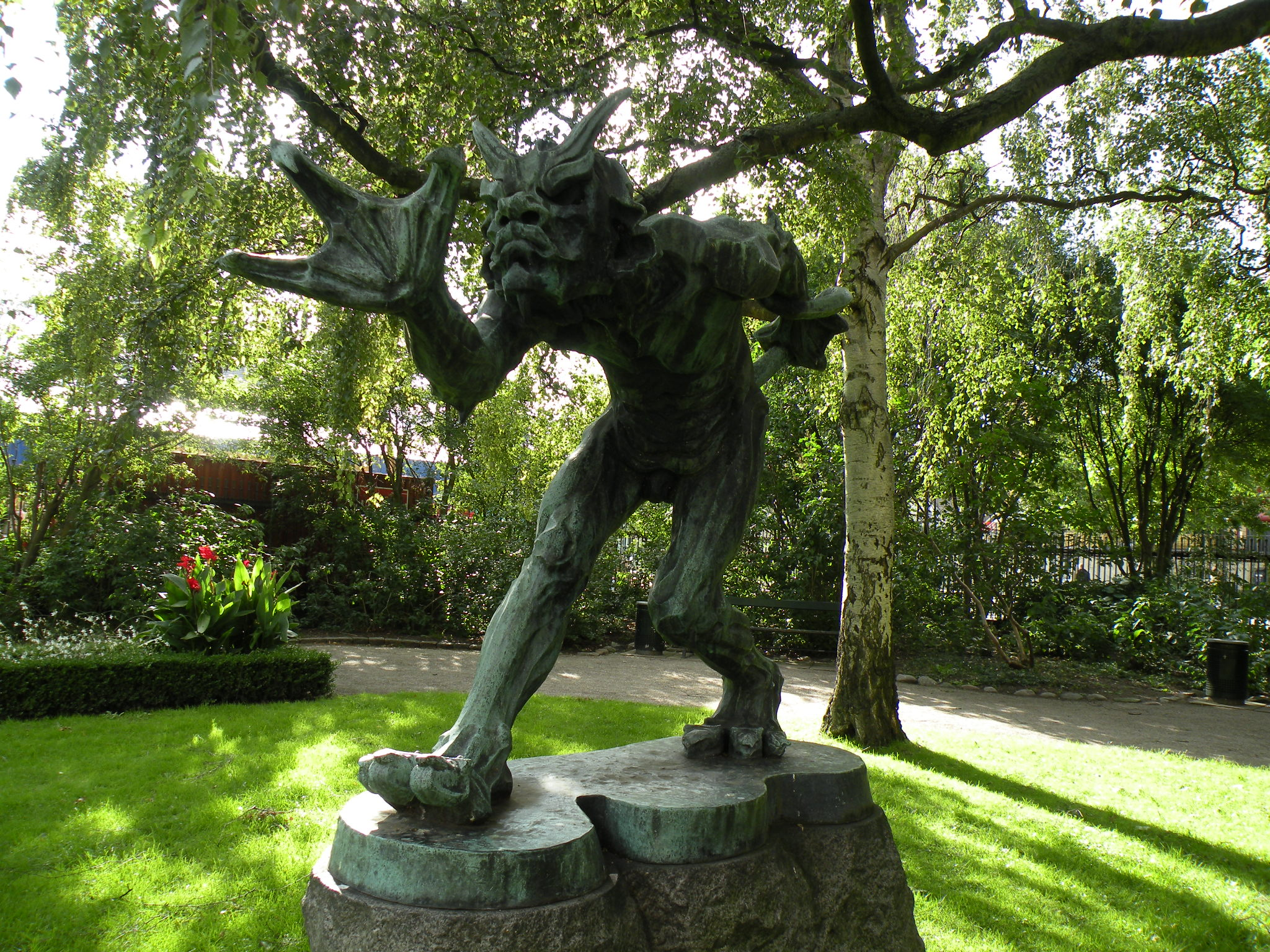
Trold, der vejrer kristenblod en la Ny Carlsberg Glyptotek

Niels Hansen Jacobsen nació y creció en una granja en Vejen . Era hijo de Carl Peter Jacobsen (1819-1903) y Anna Kirstine Hansen (1822-91). Asistió a la Real Academia Danesa de Bellas Artes en Copenhague entre los años 1884-1888. En la Academia de Arte, recibió lecciones de dibujo de Frederik Vermehren y Carl Bloch, mientras que el escultor Theobald Stein le enseñó anatomía y Vilhelm Bissen, modelado.
Debutó en la Exposición de Primavera de Charlottenborg en 1889. Fue galardonado con la Medalla Eckersberg y una beca que lo llevó a viajar a Alemania, Italia y Francia durante 1891. En 1892, Hansen Jacobsen se instaló en París. Desde mediados de la década de 1890, Hansen Jacobsen también había comenzado a trabajar con cerámica. En 1902, Hansen Jacobsen regresó a Dinamarca. En los años siguientes a su regreso a Dinamarca, un nuevo campo de trabajo pasó a ocupar gran parte de su producción: el corte de piedras para tumbas y monumentos conmemorativos.
En 1908, volvió a trabajar en la escultura. En 1913, Hansen Jacobsen erigió un estudio en Skibelund Krat, cerca de Askov. Entre 1923 y 1924, se construyó un museo para las obras de Hansen Jacobsen en el lugar de su nacimiento. El museo fue inaugurado el 1 de julio de 1924 y es hoy el Museo de Arte de Vejen ( Vejen Kunstmuseum ).

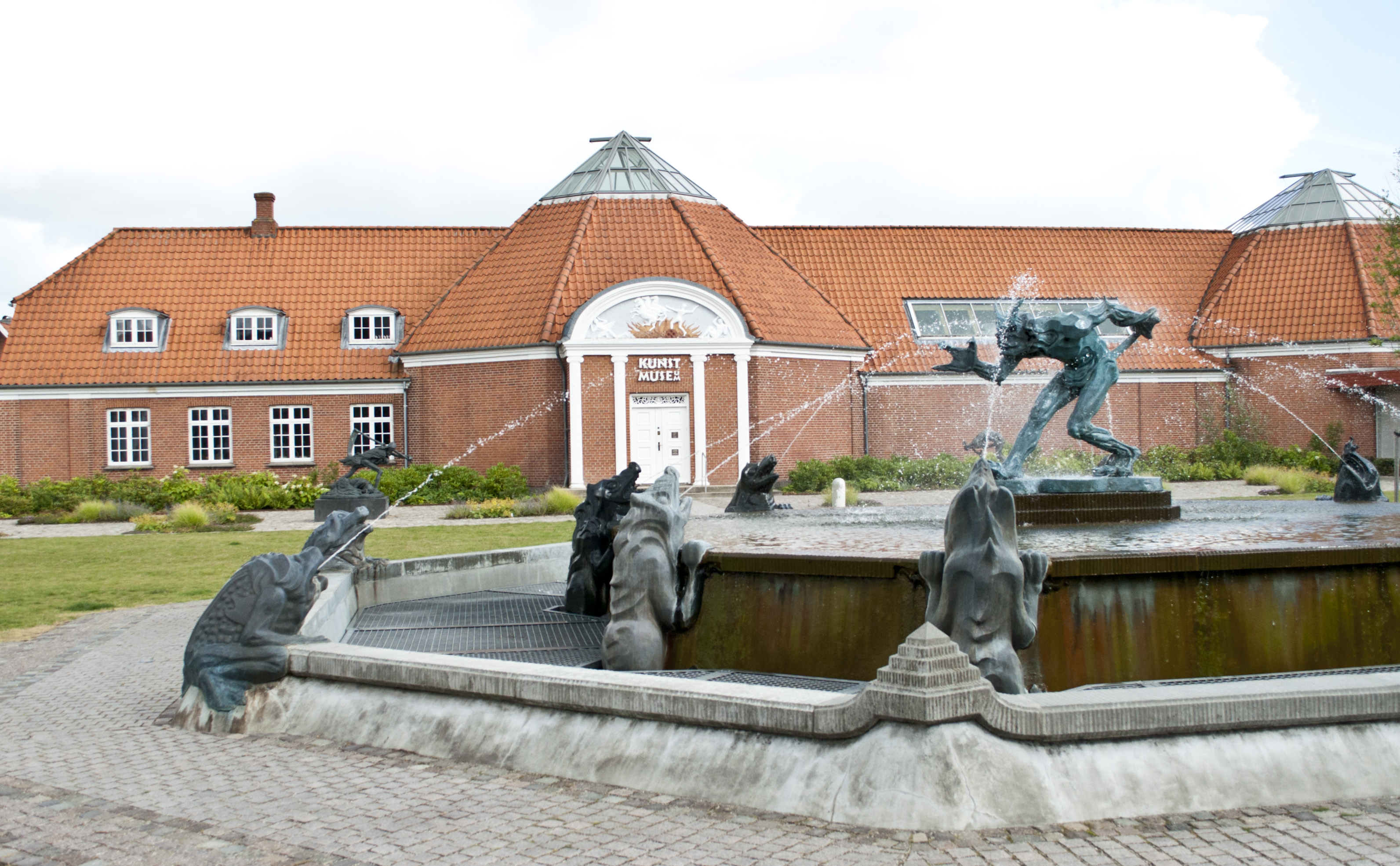
Museo de arte Vejen

## Obra
Temas existenciales como la libertad y el tiempo afectan a Niels Hansen Jacobsen en gran parte de sus esculturas. Con sus esculturas imaginativas y extrañamente simbólicas, Hansen Jacobsen dio forma a fenómenos abstractos como la muerte, la noche y la sombra.

## Vida personal
En 1891 se casó con Anna Gabriele Rohde (1862-1902). En 1908 se casó con Kaja Jørgensen (1882-1928). En 1936, fue galardonado con la Medalla Thorvaldsen. Murió durante 1941 y fue enterrado en la iglesia de Vejen.

## Galería

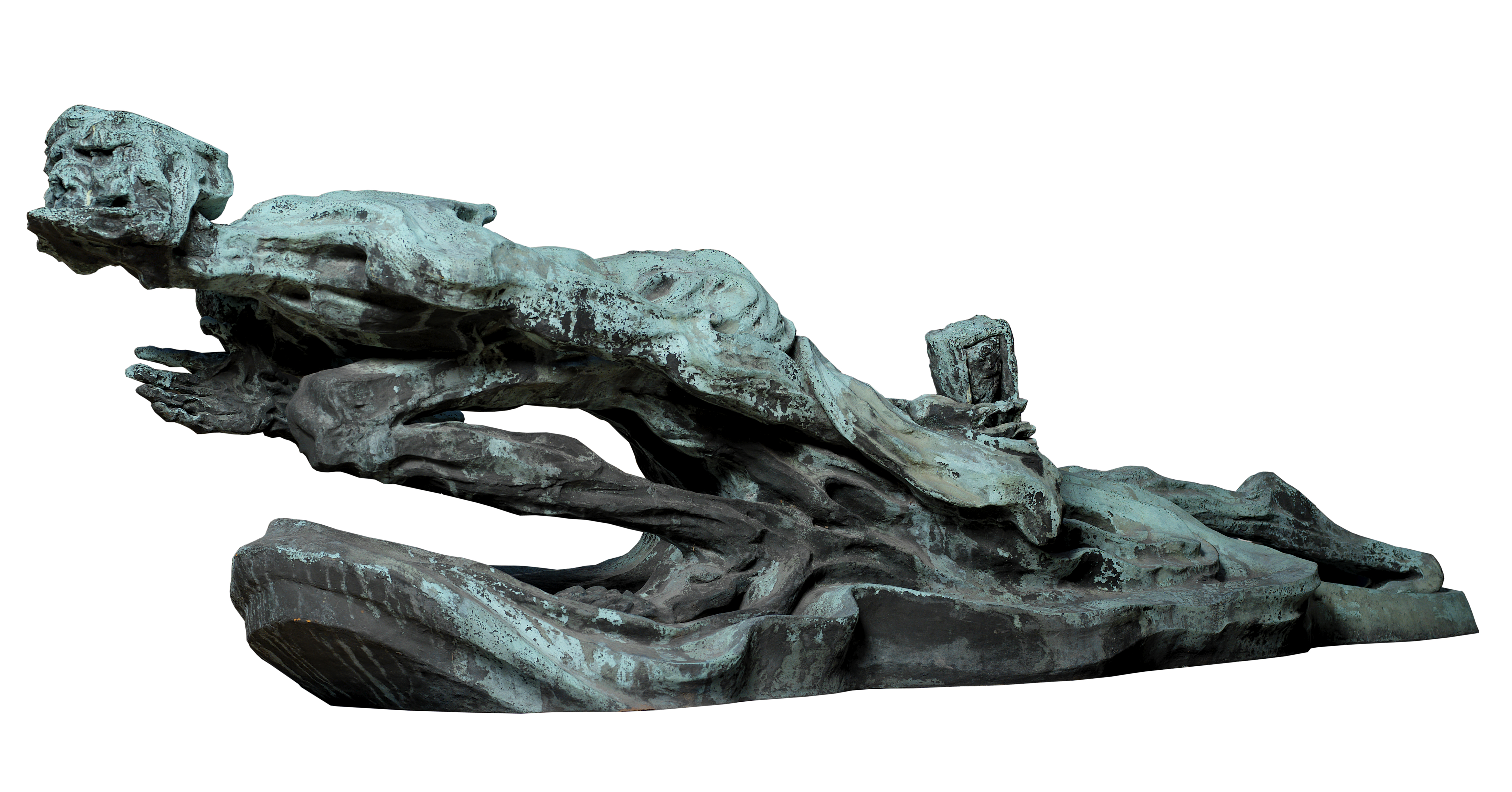
Skyggen (1897-1898)
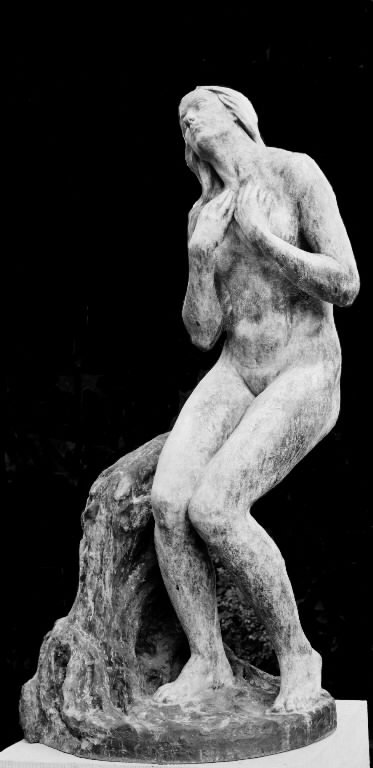
Dríaden (1918)
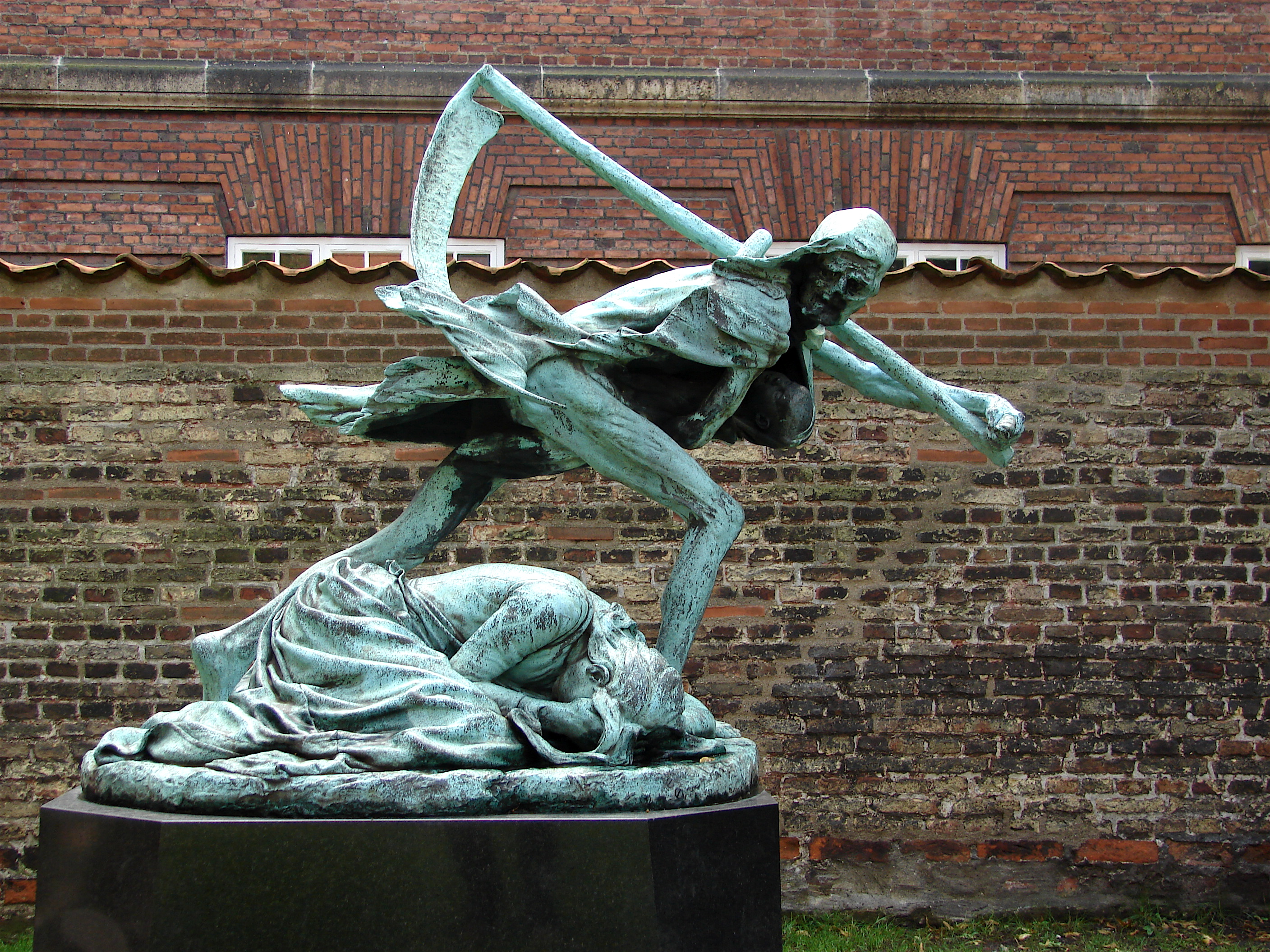
Doden og moderen (1892)
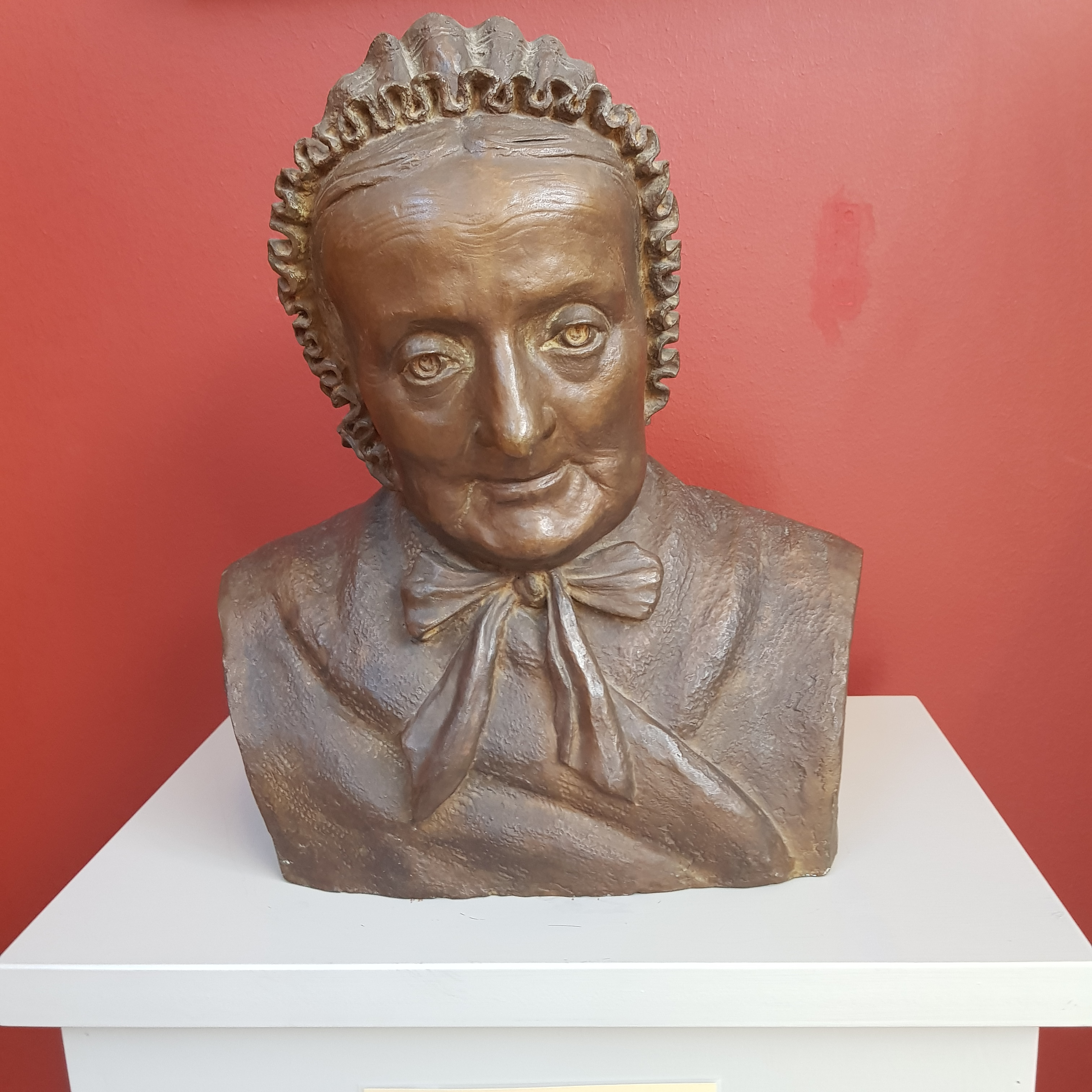
Busto de la madre de Jacobsen
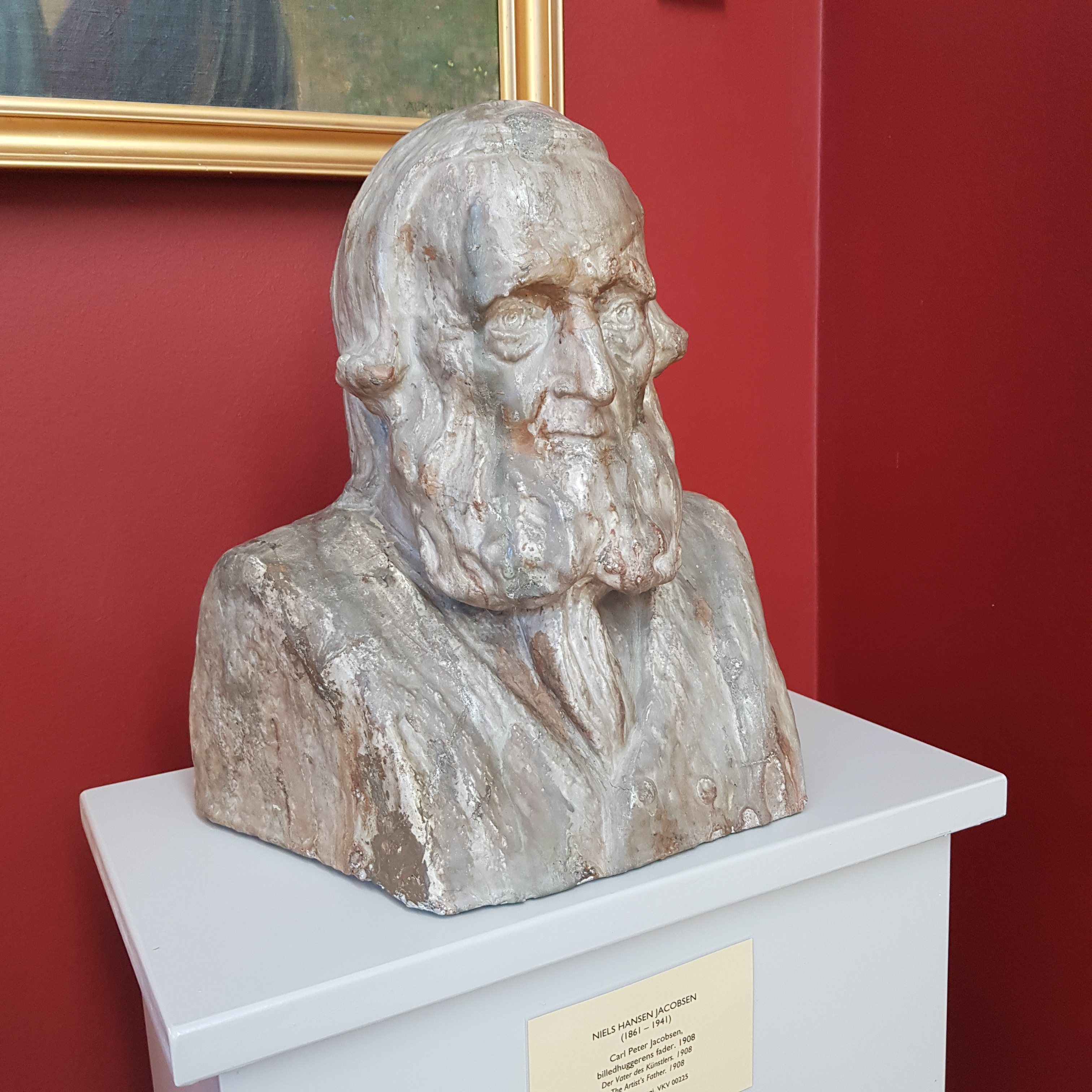
Busto del padre de Jacobsen

## Otras fuentes
- Teresa Nielsen (2011) NHJ : Niels Hansen Jacobsen (Vejen Kunstmuseum)ISBN 978-87-87316-07-1
- Herman Madsen; Niels Th. Mortensen (1990) Dansk Skulptur (Odense: Skandinavisk Bogforlag)